# 中国中车集团
中国中车集团有限公司（简称中国中车集团）是中华人民共和国的一家中央企业，由中国中车股份有限公司股权最大的中国南车集团公司撤销并入第二大的中国北方机车车辆工业集团公司成立。

## 历史
中国中车2015年8月5日晚间公告，收到公司第一大股东和第二大股东计划合并的通知，与中国南车股份有限公司吸收中国北车股份有限公司的合并不同，中国中车集团公司计划将由中国北方机车车辆工业集团公司吸收中国南车集团公司。
2015年9月22日中国中车发布公告称，北车集团吸收合并南车集团已通过商务部反垄断局的经营者集中反垄断审查。
2015年9月28日中国中车集团公司成立。
2017年12月，经国务院国资委批准，中国中车集团公司已经由全民所有制企业改制为国有独资企业，改制后的公司名称为“中国中车集团有限公司”，由国务院国资委代表国务院履行出资人职责。中车集团的全部债权债务、各种专业和特殊资质证照等由改制后的中国中车集团有限公司承继。